# ليزلي هيويت
ليزلي هيويت (بالإنجليزية: Leslie Hewitt)‏ هي فنانة أمريكية، ولدت في 1977 في نيويورك في الولايات المتحدة.